# Glugur Darat II
Glugur Darat II is een bestuurslaag in het regentschap Medan van de provincie Noord-Sumatra, Indonesië. Glugur Darat II telt 11.068 inwoners (volkstelling 2010).